# Дагдьошю
Дагдьошю, також Тʼяк (азерб. Dağdöşü — узгірʼя; вірм. Տյաք) — село у Ходжавендському районі Азербайджану. Село є передмістям Гадруту та підпорядковується міській раді Гадрута.

## Історія
У 1993 році село було захоплено збройними силами Вірменії.
14 жовтня 2020 року внаслідок поновлених зіткнень у Карабасі село було звільнене Національною армією Азербайджану.

## Пам'ятки
У селі розташована церква церква Св. Месропа 19 століття та цвинтар 19 століття.